# Errol Walters

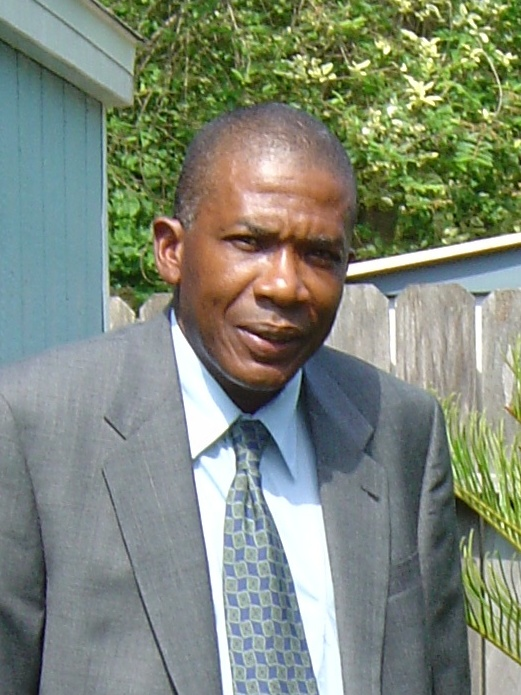
Errol Walters, 2004

Errol Walters (* 6. Juli 1956 in Annotto Bay) ist ein ehemaliger jamaikanischer Radrennfahrer.

## Sportliche Laufbahn
Walters war im Straßenradsport aktiv. Er war Teilnehmer der Olympischen Sommerspiele 1976 in Montreal. Im olympischen Straßenrennen schied er aus.
Der 180 cm große Athlet startete 1978 im Straßenrennen der Commonwealth Games und belegte den 24. Platz. Auch bei den Panamerikanischen Spielen vertrat er Jamaika im Radsport.